# 高橋花林
高橋花林（日语：／ Takahashi Karin，1994年9月9日—）是日本青二製作旗下的女性聲優、歌手。她出生於日本神奈川縣，於2013年聲優出道並擔任鑽石王牌中的夏川唯。
她在第1屆波麗佳音聲優選拔中獲勝，現為YURI*KARI的成員。

## 人物
4歲左右受祖父影響聽了《庫洛魔法使》與《犬夜叉》的主題曲，而想當動畫歌手。小學時則想要當律師，後來在生涯座談時決定朝演技之路邁進。
立教大學文學部史學科畢業。

## 出演作品
※ 粗體字為主角、主要角色。

### 電視動畫
2013年
- 鑽石王牌（夏川唯）

2015年
- 俺物語！！（女學生2）
- 鑽石王牌〜Second Season〜（女學生）
- 龍珠超（客人）
- 不思議美眉（メヌースー解説、小メヌースー、女生）

2016年
- 龍珠超（市民）
- 虎面人W（摔角女子）
- 超心動！文藝復興（女學生）

2017年
- 虎面人W（店員）
- 偶像大師 灰姑娘女孩劇場（森久保乃乃）

2018年
- 音樂少女（箕作沙沙芽[5]）
- 天空與海洋之間（空町春）
- SSSS.GRIDMAN（怪獸少女亞諾希拉斯〈2代目〉）

2019年
- 童話魔法使（諾瑪）
- Dr.STONE 新石紀（西瓜）

2020年
- 突擊莉莉 BOUQUET（米莉亞姆·希爾德嘉德·V·格羅皮烏斯[6]）

2021年
- Dr.STONE 新石紀（第2期）（西瓜）
- SHOW BY ROCK!! STARS!!（拉梅卡）
- SSSS.DYNAZENON（2代目）
- 櫻桃小丸子（客人）
- 麵包超人（ネコ美）
- 群馬寶寶（群馬寶寶）
- 數碼寶貝幽靈遊戲（焰彩獸）

2022年
- 蠟筆小新（小學生B）
- Dr.STONE 新石紀 龍水（西瓜）
- Do It Yourself!!（希[7]）
- 鏈鋸人（東山小紅[8]）

2023年
- Dr.STONE 新石紀 NEW WORLD（西瓜[9]）

2025年
- Dr.STONE 新石紀 SCIENCE FUTURE（西瓜[10]）
- 中禪寺老師妖怪講義錄 解謎就交給老師。（幸子）
- 外星人姆姆（シベリア[11]）

### 網絡動畫
2015年
- 美少女戰士Crystal（女性）

### 劇場版動畫
2015年
- 七龍珠Z 復活的「F」

2018年
- 莉茲與青鳥（管樂團成員）

2022年
- 航海王劇場版：紅髮歌姬

2023年
- GRIDMAN UNIVERSE（怪獸少女／2代目[12][13]）

2025年
- 劇場版 鏈鋸人 蕾潔篇（東山小紅[14]）

### 網路動畫
2017年
- 惡魔咩姆咩姆（咩姆咩姆）

### 遊戲
2013年
- 我家公主最可愛（甘露姫 プリン・キューティー）

2015年
- 動物朋友（山貘）
- 絕對迷宮 秘密的おやゆび姫（冰姬スヴィア[15]）
- 電撃文庫 FIGHTING CLIMAX IGNITION（零〈「從零開始的魔法書」的登場角色〉[16]）
- 部活少女バトル（田山珠璃[17]）
- Vamwolf Cross（女生、小貓、女高中生A）
- 封印勇者! 邁恩島和天空的迷官（見習魔術師索菲、獵人科尼、森林妖精ハイビス 等）

2016年
- 放學後少女聚落（立花凛緣[18]）
- 偶像大師 灰姑娘女孩（森久保乃乃）
- 偶像大師 灰姑娘女孩 星光舞台（森久保乃乃）

2017年
- 幻想少女（孫尚香[19]）
- 青空Under Girls！（櫻花日向）
- 天空與海洋之間（空町春[20]）

2018年
- 溫泉女孩 湯之花收藏（秋保那菜子[21]）

2019年
- 動物朋友3（平原斑馬）

2020年
- SHOW BY ROCK!! Fes A Live（拉梅卡·帕莎莉科娃）
- 賽馬娘 Pretty Derby（川上公主[22]）
- Fate/Grand Order（梵谷）
- Crash Fever（愛迪生）

2021年
- 轟炸少女（普倫）

2023年
- ONE.（推名茧）

2024年
- 絕區零（柏妮思‧懷特）

時期未定
- Assault Lily Last Bullet（米莉亞姆·希爾德嘉德·V·格羅皮烏斯[23]）

### 電視節目
- （LIKE君：CV）朝日電視台
- あにむす!
- アニメトリップX
- 神おけ

### 電台節目
- ボイスサンクチュアリ（FM長野）
- 切と祝の断裁分離のクライムレディオ（音泉：2013月5月3日）
- 音泉。資訊（音泉：2013年5月）
- 高橋花林・大和田仁美のとりあえずノリでやっていこう!（超!A&G+：2013年10月12日 - 2014年6月28日）
- トークサロン・かおりの部屋（ラジカメSTATION：2013年10月18日）
- A&G Girls Project Trefle（超!A&G+：2014年5月17日 - 2015年7月4日）

## 音樂CD

### 角色歌
| 發售日   | 商品名稱                                                                              | 演唱名義                                                       | 歌曲                                        | 備註                                         |
| 2014年   | 2014年                                                                                | 2014年                                                         | 2014年                                      | 2014年                                       |
| -------- | ------------------------------------------------------------------------------------- | -------------------------------------------------------------- | ------------------------------------------- | -------------------------------------------- |
| 5月28日  | 未来へつなげ                                                                          | D應P                                                           | 「」                                        | 電視動畫《鑽石王牌》片尾曲                   |
| 5月28日  | 未来へつなげ                                                                          | D應P                                                           | 「SMILE ON YOU」                            | 電視節目《Animusu！》片頭曲                  |
| 2016年   |                                                                                       |                                                                |                                             |                                              |
| 11月16日 | THE IDOLM@STER CINDERELLA MASTER Take me☆Take you                                     | THE IDOLM@STER CINDERELLA GIRLS!                               | 「Take me☆Take you」                        | 遊戲《偶像大師 灰姑娘女孩》相關歌曲          |
| 11月16日 | THE IDOLM@STER CINDERELLA MASTER Take me☆Take you                                     | THE IDOLM@STER CINDERELLA GIRLS for BEST5!                     | 「」                                        | 遊戲《偶像大師 灰姑娘女孩》相關歌曲          |
| 2019年   |                                                                                       |                                                                |                                             |                                              |
| 2月20日  | THE IDOLM@STER CINDERELLA GIRLS STARLIGHT MASTER 26                                   | 關裕美（會澤紗彌）、森久保乃乃（高橋花林）                     | 「 〜For SS3A rearrange Mix〜」             | 遊戲《偶像大師 灰姑娘女孩 星光舞台》相關歌曲 |
| 5月15日  | THE IDOLM@STER CINDERELLA MASTER 053 森久保乃乃                                       | 森久保乃乃（高橋花林）                                         | 「」                                        | 遊戲《偶像大師 灰姑娘女孩》相關歌曲          |
| 6月19日  | THE IDOLM@STER CINDERELLA GIRLS STARLIGHT MASTER 29                                   | 森久保乃乃（高橋花林）                                         | 「∀NSWER 〜ののの物語〜（M@STER VERSION）」 | 遊戲《偶像大師 灰姑娘女孩 星光舞台》相關歌曲 |
| 9月2日   | THE IDOLM@STER CINDERELLA GIRLS 7thLIVE TOUR Special 3chord♪ Comical Pops! 會場原創CD | 森久保乃乃（高橋花林）                                         | 「∀NSWER（M@STER VERSION）」                | 遊戲《偶像大師 灰姑娘女孩 星光舞台》相關歌曲 |
| 10月16日 | 溫泉女孩完全版專輯 Vol.1                                                              | SPRiNGS                                                        | 「」                                        | 《温泉女孩》相關歌曲                         |
| 11月13日 | THE IDOLM@STER CINDERELLA GIRLS STARLIGHT MASTER for the NEXT! 02                     | 關裕美（會澤紗彌）、白菊螢（天野聰美）、森久保乃乃（高橋花林） | 「（M@STER VERSION）」                      | 遊戲《偶像大師 灰姑娘女孩 星光舞台》相關歌曲 |
| 11月13日 | THE IDOLM@STER CINDERELLA GIRLS STARLIGHT MASTER for the NEXT! 02                     | 森久保乃乃（高橋花林）                                         | 「（M@STER VERSION）」                      | 遊戲《偶像大師 灰姑娘女孩 星光舞台》相關歌曲 |

### 其他
- DVD Canime.jp 為你應援DVD（波麗佳音）
- 雜誌 保育的廣場（保育のひろば）

### 组合成员
1. ↑  高垣楓（早見沙織）、三船美優（原田彩楓）、森久保乃乃（高橋花林）、島村卯月（大橋彩香）、安部菜菜（三宅麻理惠）、前川未來（高森奈津美）、依田芳乃（高田憂希）、本田未央（原紗友里）、佐藤心（花守由美里）
2. ↑  島村卯月（大橋彩香）、高垣楓（早見沙織）、三船美優（原田彩楓）、森久保乃乃（高橋花林）、依田芳乃（高田憂希）

## 外部連結
- 青二製作 高橋花林 （页面存档备份，存于）
- 高橋花林的X（前Twitter）